# Trichopoda limbata
Trichopoda limbata là một loài ruồi trong họ Tachinidae.